# Dietrich Hartmann

Dietrich Hartmann (2022)

Dietrich Hartmann (* 1944 in Halle/Westfalen) ist ein deutscher Bauingenieur, Ingenieurinformatiker und Universitätsprofessor em.

## Leben und Wirken
Dietrich Hartmann studierte nach seinem zweijährigen Wehrdienst Bauingenieurwesen – ab März 1966 an der TU Berlin bis zum Vordiplom im April 1968 und anschließend bis zum Diplom-Examen im Sommer 1970 an der TU Hannover, mit Vertiefung „Konstruktiver Ingenieurbau“ und „Mechanik“. Bereits während seines Studiums arbeitete er als freier Mitarbeiter im väterlichen Architekturbüro in Bielefeld.
Nach seinem Studium war er zunächst Wissenschaftlicher Assistent am Institut für Mechanik an der Ruhr-Universität Bochum bei Theodor J. Lehmann,
wechselte dann im Herbst 1971 mit einem Promotionsstipendium an die TU Berlin, wo er wenig später wissenschaftlicher Assistent am Lehrstuhl für Tragkonstruktionen und Modellstatik bei Stefan Polónyi  wurde, um im März 1974 seine Dissertation zum Thema „Technische Optimierung“ abschließen zu können. Während dieser Zeit in Berlin absolvierte er zudem ein Aufbaustudium in „Physikalische Ingenieurwissenschaften“ sowie in „Informatik“.
Durch Wechsel im März 1974 von Berlin zur neu gegründeten Fakultät für Bauwesen an der TU Dortmund legte er seine Dissertationsprüfung im Juli 1974 in Dortmund ab und promovierte dort mit einer Dissertation zum Thema „Optimierung balkenartiger Zylinderschalen aus Stahlbeton mit elastischem und plastischem Werkstoffverhalten“ unter Betreuung von Stefan Polónyi, Ordinarius des Lehrstuhls für Tragkonstruktionen.
Die Venia legendi für das Fach Tragwerksoptimierung erwarb er ebenda im Jahre 1978 mit einer Arbeit zur „Systematik in der Tragwerksoptimierung“. Sein Interesse galt dabei vor allem der Lösung von nichtlinearen, algorithmisch formulierbaren, mehrdimensionalen Optimierungsproblemen. Als Lösungsmethodik verwendete er bereits die heute allseits etablierten Evolutionsstrategien.
Da technische Optimierungsprobleme auf den intensiven Einsatz von leistungsfähigen Computern angewiesen sind, war eine enge Verflechtung mit der Angewandten Informatik und den Computerwissenschaften unabdingbar. Dies führte dazu, dass er in Dortmund zunächst als Oberingenieur am Lehrstuhl für Tragkonstruktionen, dann als Privatdozent am Lehrstuhl für Baumechanik-Statik von Rudolph Szilard, auch für das Fachgebiet „EDV im Bauwesen“ zuständig war, wo er das fakultätseigene Rechenzentrum mit einer leistungsfähigen PRIME-400-Rechenanlage aufbaute.
Während seiner Tätigkeit an der Universität arbeitete er weiterhin als freier Mitarbeiter im väterlichen Architekturbüro in Bielefeld, aber ebenso im Ingenieurbüro „Prof. Stefan Polónyi und Partner“ in Köln und Berlin, das an zahlreichen herausragenden Ingenieurbauwerken in Deutschland mitgewirkt hat.
1982 wurde er als Universitätsprofessor für „Baumechanik-Tragwerksoptimierung“ an die TU Dortmund, dann 1987 für „Systemmechanik und Angewandte Informatik“ sowie 1990 für „Ingenieurinformatik“ an die Ruhr-Universität Bochum berufen. In der Fakultät für Bauingenieurwesen leitete er den Lehrstuhl für Ingenieurinformatik im Bauwesen.
Von 1982 bis 1983 hat er mit Mitteln der Alexander-von-Humboldt-Stiftung als Gastprofessor in den USA an der University of California in Berkeley, im Bereich Structural Engineering and Structural Mechanics bei Jack G. Bouwkamp und Graham H. Powell, ein Forschungsprojekt zur Tragwerks-/Strukturoptimierung durchgeführt.
In der Zeit von 1983 bis 1989 erhielt er, parallel zu seiner Professur in Dortmund bzw. Bochum, einen Lehrauftrag für das berufsbegleitende Weiterbildende Studium Bauingenieurwesen (WBBau) an der Universität Hannover für die Fernstudienkurse „CAE“ sowie „Numerische Methoden und Datenverarbeitung“. Ab 1986 war er zunächst an der Universität Dortmund, dann ab Oktober 1987 an der Ruhr-Universität Bochum wissenschaftlicher Leiter des Modellversuchs „Informations- und Kommunikationswissenschaften im CAE“.
1987 gründete er zusammen mit fünf anderen Professoren an der TU Dortmund das „Zentrum für Expertensysteme Dortmund“ (ZEDO), in dem er auch noch nach seinem Wechsel im Jahr 1987 von Dortmund nach Bochum als Vorstandsmitglied aktiv mitgewirkt hat.
Im Zeitraum 1993/94 bekleidete er das Amt des Dekans in der Bochumer Fakultät für Bauingenieurwesen, im Anschluss daran 1994/95 das Amt des Prodekans.
In diese Zeit fällt auch seine Mitgliedschaft im Vorstand des „Forschungszentrums für Multidisziplinäre Analysen und Angewandte Strukturoptimierung“ (FOMAAS) an der Universität Siegen, das von Hans Eschenauer eingerichtet wurde und dem er von 1993 bis 2009 angehört hat.
Von 2000 bis 2012 war er zudem Ständiger Vertreter der Bochumer Fakultät im Fakultätentag für Bauingenieur- und Vermessungswesen (FTBV).
Als Koordinator des DFG-Schwerpunktprogramms 694 „Objektorientierten Modellierung in Planung und Konstruktion“ (1991–1998) ist er, zusammen mit den beiden Koordinatoren Udo F. Meißner und Uwe Rüppel des DFG-Schwerpunktprogramms 1103 „Vernetzt-kooperative Planung im Konstruktiven Ingenieurbau“ (2000–2007) sowie den beteiligten DFG-Gutachtern Peter Jan Pahl, Karl Beucke aus dem Bauwesen, einer der Wegbereiter für das inzwischen in der Praxis etablierte Building Information Modeling (BIM), das sich ab 1990 aus den mehrfach geförderten DFG-Schwerpunkten entwickelt hat.
Seit 1995 ist er Ordentliches Mitglied in der Nordrhein-Westfälische Akademie der Wissenschaften und der Künste zu Düsseldorf, dort in der Klasse für Ingenieur- und Wirtschaftswissenschaften. Von 1998 bis 2007 war er ebenfalls Mitglied im Konvent für Technikwissenschaften der deutschen Akademien der Wissenschaften und gehört als Ordentliches Mitglied der im Jahr 2008 in Deutsche Akademie der Technikwissenschaften (acatech) umbenannten Wissenschaftsakademie in Berlin an.
Er wurde 2009 emeritiert, blieb aber bis zum Jahr 2013 als Seniorprofessor und Vorstandsmitglied sowie mehrfacher Teilprojektleiter im DFG-Sonderforschungsbereich SFB 837 „Interaction Modeling in Mechanized Tunneling“ weiterhin wissenschaftlich aktiv.
Im Jahr 2012 wurde ihm von der Bauhaus-Universität Weimar die Würde Dr.-Ing. E.h. für seine internationalen Verdienste in der Forschung auf dem Gebiet der Ingenieurinformatik verliehen.
Ab 2013 war er für drei Jahre Vizepräsident der Nordrhein-Westfälischen Akademie der Wissenschaften und der Künste sowie Sekretar der Klasse für Ingenieur- und Wirtschaftswissenschaften.
In der Zeit von 2015 bis 2020 war er in der Arbeitsgruppe „Additive Fertigung/3D-Druck“, die von der Union der Deutschen Wissenschaftsakademien und acatech – unter der Federführung der Leopoldina – für die Erarbeitung von Studien zur Additiven Fertigung beauftragt wurde, für den Bereich der Ingenieurwissenschaften mit Schwerpunkt Informatik im Bauwesen und Architektur sowie auch im Maschinenbau zuständig.

## Auszeichnungen
Ehrendoktor Dr.-Ing. E.h. der Bauhaus-Universität Weimar (2012)

## Schriften
- Literatur von und über Dietrich Hartmann im Katalog der Deutschen Nationalbibliothek
- Wissenschaftliche Publikationen
- Schriften bei Ruhr-Universität Bochum
- Technische Expertensysteme – Grundlagen, Programmiersprachen, Anwendungen. Springer, Berlin 1990, ISBN 978-3-642-93453-7
- Objektorientierte Modellierung in Planung und Konstruktion. DFG-Forschungsbericht (Koordinator D. Hartmann), Wiley-VCH, Weinheim 2000, ISBN 978-3-527-27146-7.